# Устинов, Виталий Юрьевич
Вита́лий Ю́рьевич Усти́нов (3 мая 1991, Москва) — российский футболист, защитник казанского клуба «Сокол».

## Карьера

### Клубная
Воспитанник школы ФК Ратмир, а потом ФК «Москва». Первый тренер — Николай Васильев. Окончив школу, получил приглашение выступать за дубль горожан. В 2010 году, после потери ФК «Москва» профессионального статуса, перешёл в казанский «Рубин». Отыграв сезон за молодёжную команду, на правах аренды перешёл в нижнекамский «Нефтехимик», вместе с которым по итогам сезона 2011/12 занял первое место в зоне «Урал-Поволжье» и вышел в ФНЛ. На следующий сезон остался в «Нефтехимике» и помог команде-дебютанту ФНЛ занять 7 место. Перед началом сезона 2013/2014 перешёл в волгоградский «Ротор». На следующий сезон волгоградский клуб из-за недофинансирования был исключён из ФНЛ и Виталий вернулся в «Рубин».
11 июля 2017 года перешёл в «Ростов» на правах аренды до конца сезона-2017/18. В зимнее межсезонье арендное соглашение между клубами было расторгнуто и игрок вернулся в казанский «Рубин».
По окончании сезона 2018/2019, контракт с футбольным клубом «Рубин» не был продлён по обоюдному согласию сторон, в связи с финансовыми проблемами ФК «Рубин». С 1 июля 2019 года находится в качестве свободного агента.
В марте 2020 года подписал контракт с «Торпедо-БелАЗ». В декабре 2022 года покинул клуб.
В январе 2023 года присоединился к армянскому клубу «Алашкерт».
После ухода из «Алашкерта» выступал за ульяновскую «Волгу», а 27 июля 2024 года стал игроком казанского «Сокола».

### В сборной
С 2009 по 2010 год выступал за сборную России 1991 г.р.
В 2012 году принял участие в товарищеском матче молодёжной сборной России против сборной Израиля, который закончился со счётом 2:2.
В 2013 году в составе студенческой сборной России на Универсиаде в Казани принял участие в 5 матчах и забил один гол. Помог сборной занять четвёртое место.

## Достижения
- Победитель второго дивизиона (зона «Урал-Поволжье»): 2011/12 (выход в ФНЛ).
- Финалист Кубка Казахстана (1): 2019

## Статистика
| Клуб                | Сезон            | Чемпионат        | Чемпионат | Чемпионат | Кубок | Кубок | Итого | Итого |
| Клуб                | Сезон            | Уров.            | Игры      | Голы      | Игры  | Голы  | Игры  | Голы  |
| ------------------- | ---------------- | ---------------- | --------- | --------- | ----- | ----- | ----- | ----- |
| Нефтехимик (аренда) | 2011/12          | III              | 37        | 1         | 1     | 0     | 38    | 1     |
| Нефтехимик (аренда) | 2012/2013        | II               | 24        | 0         | 1     | 0     | 25    | 0     |
| Нефтехимик (аренда) | Итого            | Итого            | 61        | 1         | 2     | 0     | 63    | 1     |
| Ротор               | 2013/14          | II               | 25        | 0         | 3     | 0     | 28    | 0     |
| Рубин-2             | 2014/15          | III              | 12        | 1         | 0     | 0     | 12    | 1     |
| Ростов (аренда)     | 2017/18          | I                | 14        | 1         | 1     | 0     | 15    | 1     |
| Рубин               | 2014/15          | I                | 1         | 0         | 0     | 0     | 1     | 0     |
| Рубин               | 2015/16          | I                | 8         | 0         | 0     | 0     | 8     | 0     |
| Рубин               | 2016/17          | I                | 7         | 0         | 2     | 0     | 9     | 0     |
| Рубин               | 2017/18          | I                | 2         | 0         | 0     | 0     | 2     | 0     |
| Рубин               | 2018/19          | I                | 20        | 0         | 3     | 0     | 23    | 0     |
| Рубин               | Итого            | Итого            | 38        | 0         | 5     | 0     | 43    | 0     |
| Всего за карьеру    | Всего за карьеру | Всего за карьеру | 150       | 3         | 11    | 0     | 161   | 3     |